# 杨克成
杨克成（1910年—1994年），男，白族，云南大理人，中华人民共和国政治人物，曾任云南省人民政府副省长，云南省政协副主席，第六、七届全国政协委员。